# Horta Barbosa
Die Horta Barbosa war ein brasilianischer Öltanker.

## Geschichte
Das Schiff wurde 1969 bei Odense Staalskibsværft in Lindø, Dänemark, gebaut. Der in Brasilien registrierte Tanker hatte eine Tragfähigkeit von 116.750 Tonnen.
Am 19. Dezember 1972 kollidierte das Schiff im Golf von Oman mit der Sea Star. Dabei gerieten beide Schiffe in Brand. Das Feuer an Bord der Horta Barbosa konnte innerhalb eines Tages gelöscht werden. Das Schiff wurde anschließend auf einer Hamburger Werft repariert und im November 1973 wieder in Fahrt gebracht.
Im September 1998 wurde das Schiff auf den Abwrackwerften bei Chittagong in Bangladesch verschrottet.